# Istamina N-metiltransferasi
La istamina N-metiltransferasi è un enzima appartenente alla classe delle transferasi, che catalizza la seguente reazione:
S-adenosil-L-metionina + istamina ⇄ S-adenosil-L-omocisteina + Nτ-metilistamina